# Bezpieczne Gospodarstwo Rolne
Bezpieczne Gospodarstwo Rolne – ogólnopolski konkurs dla gospodarstw rolnych prowadzony przez Kasę Rolniczego Ubezpieczenia Społecznego we współpracy z Ministerstwem Rolnictwa i Rozwoju Wsi oraz Państwową Inspekcją Pracy od 2003 roku.
Celem konkursu jest prewencja oraz promocja zasad ochrony zdrowia i życia w gospodarstwach rolnych. Do roku 2017, w piętnastu edycjach, udział wzięło ponad 18 000 gospodarstw rolnych, podejmujących wyzwania w kierunku wyeliminowania zagrożeń wypadkowych. Wyniki konkursu mają się przekładać na ergonomiczną i bezpieczną pracę w gospodarstwach rolnych.
XVI Konkurs, przeprowadzony w roku Stulecia Odzyskania Niepodległości przez Polskę, uzyskał Patronat Honorowy Prezydenta RP, Andrzeja Dudy. 